# Boibé (Thessalie)
Boibé ou Boebe, en grec ancien : Βοίβη, est une cité de la Magnésie antique, en Thessalie. Elle est mentionnée par Homère dans le Catalogue des vaisseaux et située sur le côté est du lac, appelé d'après lui Boebeis Lacus, désormais appelé lac Kárla. Le lac est fréquemment mentionné par les auteurs anciens, mais le nom de la ville apparaît rarement.
La ville de Boibé est utilisée par Démétrios Ier Poliorcète pour la fondation de Démétrias, et en a été dépendante par la suite,. 
Son site est traditionnellement identifié par les ruines de Boibé  près de Kanália (el). William Martin Leake visite le site au XIXe siècle et rapporte qu'« Il occupait une hauteur avancée en avant de la montagne, en pente graduelle vers la plaine, et défendu par une chute abrupte à l'arrière de la colline. »